# Robert Mammone
Robert Mammone er en australsk skuespiller, der har medvirket i meget film og fjernsyn. Han er muligvis bedst kende for sin rolle som den rige og vandvittige tv-producer Breckel i actionfilmen The Condemned fra 2007.

## Filmografi
- Sons and Daughters (1987)
- All the Way (TV mini-serie) (1988)
- EEmbassy (tv-serie) (1988)
- The Crossing (movie) (1990)
- Police Rescue (1992) (episode: Stakeout)
- Time Trax (1993) (episode: Darien Comes Home)
- CCody (Telemovies) (1994-1996)
- Bordertown (1995)
- Street Fighter (1994)
- McLeod's Daughters (1996)
- The Beast (1996)
- Wildside (1998)
- Good Guys Bad Guys (1998)
- Stingers (1999)
- Vertical Limit (2000)
- Blue Heelers (2000)
- Water Rats (2001)
- Outriders (2001)
- BeastMaster (2002)
- The Matrix Reloaded (2003)
- The Matrix Revolutions (2003)
- The Cooks (2004-2005)
- Small Claims (tv-film) (2004)
- The Alice (2006)
- BlackJack (tv-film) (2006)
- The Caterpillar Wish (2006)
- Dangerous (2007)
- The Condemned (2007)
- Underbelly (2008)
- Carla Cametti PD (2009)
- Home and Away som Doctor Sid (2009)